# Mark Howe
Mark Steven Howe, född 28 maj 1955 i Detroit, Michigan, är en amerikansk före detta professionell ishockeyspelare som avslutade sin spelarkarriär 1995. 
Howe gjorde 16 säsonger och 929 NHL-matcher för Hartford Whalers, Philadelphia Flyers och Detroit Red Wings samt 6 säsonger och 426 matcher i WHA för Houston Aeros och New England Whalers. Han räknades som en av de bästa backarna under 1980-talet. Mark Howe är son till hockeylegenden Gordie Howe.
Den 28 juni 2011 valdes han in i Hockey Hall of Fame.

## Statistik

### Klubbkarriär
| 1972–73    | Toronto Marlboros   | OHA          | 60  | 38  | 66  | 104 | 27  | —   | —  | —  | —  | —  |
|            |                     | Memorial Cup | —   | —   | —   | —   | —   | 3   | 4  | 4  | 8  | 6  |
| 1973–74    | Houston Aeros       | WHA          | 76  | 38  | 41  | 79  | 20  | 14  | 9  | 10 | 19 | 4  |
| 1974–75    | Houston Aeros       | WHA          | 74  | 36  | 40  | 76  | 30  | 13  | 10 | 12 | 22 | 0  |
| 1975–76    | Houston Aeros       | WHA          | 72  | 39  | 37  | 76  | 38  | 17  | 6  | 10 | 16 | 18 |
| 1976–77    | Houston Aeros       | WHA          | 57  | 23  | 52  | 75  | 46  | 11  | 4  | 10 | 14 | 2  |
| 1977–78    | New England Whalers | WHA          | 70  | 30  | 61  | 91  | 32  | 14  | 8  | 7  | 15 | 18 |
| 1978–79    | New England Whalers | WHA          | 77  | 42  | 65  | 107 | 32  | 6   | 4  | 2  | 6  | 6  |
| 1979–80    | Hartford Whalers    | NHL          | 74  | 24  | 56  | 80  | 20  | 3   | 1  | 2  | 3  | 2  |
| 1980–81    | Hartford Whalers    | NHL          | 63  | 19  | 46  | 65  | 54  | —   | —  | —  | —  | —  |
| 1981–82    | Hartford Whalers    | NHL          | 76  | 8   | 45  | 53  | 18  | —   | —  | —  | —  | —  |
| 1982–83    | Philadelphia Flyers | NHL          | 76  | 20  | 47  | 67  | 18  | 3   | 0  | 2  | 2  | 4  |
| 1983–84    | Philadelphia Flyers | NHL          | 71  | 19  | 34  | 53  | 44  | 3   | 0  | 0  | 0  | 2  |
| 1984–85    | Philadelphia Flyers | NHL          | 73  | 18  | 39  | 57  | 31  | 19  | 3  | 8  | 11 | 6  |
| 1985–86    | Philadelphia Flyers | NHL          | 77  | 24  | 58  | 82  | 36  | 5   | 0  | 4  | 4  | 0  |
| 1986–87    | Philadelphia Flyers | NHL          | 69  | 15  | 43  | 58  | 37  | 26  | 2  | 10 | 12 | 4  |
| 1987–88    | Philadelphia Flyers | NHL          | 75  | 19  | 43  | 62  | 62  | 7   | 3  | 6  | 9  | 4  |
| 1988–89    | Philadelphia Flyers | NHL          | 52  | 9   | 29  | 38  | 45  | 19  | 0  | 15 | 15 | 10 |
| 1989–90    | Philadelphia Flyers | NHL          | 40  | 7   | 21  | 28  | 24  | —   | —  | —  | —  | —  |
| 1990–91    | Philadelphia Flyers | NHL          | 19  | 0   | 10  | 10  | 8   | —   | —  | —  | —  | —  |
| 1991–92    | Philadelphia Flyers | NHL          | 42  | 7   | 18  | 25  | 18  | —   | —  | —  | —  | —  |
| 1992–93    | Detroit Red Wings   | NHL          | 60  | 3   | 31  | 34  | 22  | 7   | 1  | 3  | 4  | 2  |
| 1993–94    | Detroit Red Wings   | NHL          | 44  | 4   | 20  | 24  | 8   | 6   | 0  | 1  | 1  | 0  |
| 1994–95    | Detroit Red Wings   | NHL          | 18  | 1   | 5   | 6   | 10  | 3   | 0  | 0  | 0  | 0  |
| NHL totalt | NHL totalt          | NHL totalt   | 929 | 197 | 545 | 742 | 455 | 101 | 10 | 51 | 61 | 34 |
| WHA totalt | WHA totalt          | WHA totalt   | 426 | 208 | 296 | 504 | 198 | 75  | 41 | 51 | 92 | 48 |
| OHA totalt | OHA totalt          | OHA totalt   | 60  | 38  | 66  | 104 | 27  | —   | —  | —  | —  | —  |

### Internationellt
| År            | Lag           | Turnering     |    | Matcher | Mål | Assist | Poäng | Utv |
| ------------- | ------------- | ------------- | -- | ------- | --- | ------ | ----- | --- |
| 1972          | USA           | OS            | 6  | 0       | 0   | 0      | 0     |     |
| 1974          | Kanada        | Summit-74     | 7  | 2       | 4   | 6      | 4     |     |
| 1981          | USA           | CC            | 6  | 0       | 4   | 4      | 2     |     |
| Senior totalt | Senior totalt | Senior totalt | 13 | 2       | 8   | 10     | 6     |     |